# 수은-망가니즈 별
수은-망간 별(영어: Mercury-manganese star)은 항성의 스펙트럼 선 중에서 수은과 망가니즈의 선이 나타나는 별을 말한다. 이 별들의 분광형은 보통 B8이나 B9인 경우가 많다. 보통 인, 망간, 갈륨, 스트론튬, 이트륨, 지르코늄, 백금, 수은 등의 선이 나타나면 수은-망간 별로 분류한다.
| 이름          | 바이어 명명법       | 분광형     | 겉보기 등급 |
| ------------- | ------------------- | ---------- | ----------- |
| 알페라츠      | 안드로메다자리 알파 | B8IVmnp    | 2.06        |
| 기에나 코르비 | 까마귀자리 감마     | B8III      | 2.59        |
| 마이아        | 황소자리 20         | B8III      | 3.87        |
|               | χ Lupi              | B9IV       | 3.96        |
| 뮬리페인      | 큰개자리 감마       | B8II       | 4.10        |
|               | 허큘리스자리 프사이 | B9mnp      | 4.23        |
|               | π1 Bootis           | B9p        | 4.91        |
|               | 북쪽왕관자리 요타   | A0p        | 4.98        |
| 아쿠벤스      | 게자리 알파         | B8IIImnp   | 5.24        |
| 다비흐        | 염소자리 베타       | B9.5III/IV | 6.10        |